# Perica Šare
Perica Šare (Zara, 6 febbraio 1991) è un calciatore croato, difensore del Primorac Biograd.